# Elisabeth Engberg-Pedersen
Elisabeth Engberg-Pedersen (* 2. Juli 1952 in Svendborg) ist eine dänische Linguistin und Professorin für Angewandte Linguistik an der Universität Kopenhagen. Sie hat maßgeblich zur Beschreibung der Dansk tegnsprog (Dänischen Gebärdensprache) beigetragen und war von 1978 bis 2004 die einzige Linguistin für Gebärdensprache in Dänemark. Sie gilt als wichtige Persönlichkeit in der Entwicklung der dänischen funktionalen Linguistik und hat auch Autismus und die Beziehung zwischen Sprache und Kognition aus einer kognitiv-funktionalen Perspektive mit Schwerpunkt auf Semantik und Pragmatik studiert.
Sie ist die Schwester von Troels Engberg-Pedersen.
In den Medien beteiligte sie sich an Diskussionen über den Einsatz von Cochlea-Implantaten bei gehörlosen Kindern und die Auswirkungen auf den Status der Dänischen Gebärdensprache und argumentierte, dass die Einstellung gegenüber der Dänischen Gebärdensprache und der damit verbundenen Ressourcen negative Folgen habe.

## Karriere
Elisabeth Engberg-Pedersen hat einen Abschluss als cand.mag. in Linguistik und Dänisch von 1979 und war von 1983 bis 1985 an der Universität Kopenhagen beschäftigt, danach war sie von 1984 bis 1989 Assistant Professor für Sprachpsychologie. Von 1989 bis 1992 war sie Forschungsberaterin am Døves Center for Total Kommunikation (Zentrum für Gehörlose). Von 1992 bis 1993 war sie dann wieder an der Universität Kopenhagen beschäftigt und erhielt 1993 den Dr.phil.-Abschluss für ihre Dissertation Space in Danish Sign Language. Von 1994 bis 2009 war sie außerordentliche Professorin für Linguistik, bevor sie ordentliche Professorin für angewandte Linguistik wurde.
Im Jahr 2012 wurde eine Sonderausgabe der Zeitschrift Acta Linguistica Hafniensia der Kopenhagener Schule veröffentlicht, die Elisabeth Engberg-Pedersen anlässlich ihres 60. Geburtstages gewidmet war.  Im November 2022 ging sie in den Ruhestand.

## Mitgliedschaften, Organisationen und Preise
Mehrere Institutionen, die sich auf die Dänische Gebärdensprache konzentrieren, haben Vorstände oder Vertretungen, denen sie angehörte. Der Dänische Gebärdensprachrat innerhalb des Dansk Sprognævn (Dänischen Sprachkommission) hatte sie von seiner Gründung im Jahr 2015 bis 2021 als Vorsitzende und sie war Vorsitzende des Ausschusses für den Bachelor-Studiengang Gebärdensprachdolmetschen und Vorstandsmitglied des Zentrums für Tegnsprog og Tegnstøttet Kommunikation – KC (Zentrum für Gebärdensprache und gebärdengestützte Kommunikation – KC). 1994 erhielt sie den Castberg-Preis (benannt nach Peter Atke Castberg) für ihre Arbeit zur Dänischen Gebärdensprache. Im Jahr 2023 erhielt sie den Ehrenpreis von Einar Hansen.
Sie ist außerdem Mitglied der Königlich Dänische Akademie der Wissenschaften (seit 2011) und in Kraks Blå Bog.
Im Rahmen ihrer wissenschaftlichen Arbeit ist sie Mitglied der Redaktion der Zeitschrift Acta Linguistica Hafniensia und Vorsitzende von Martin Levys Mindelegat.

## Zuschüsse
Elisabeth Engberg-Pedersen hat eine Reihe von Stipendien für Forschungsprojekte erhalten, bei denen sie die Hauptleitung innehatte:
- Language and cognition – perspectives from impairment (LaCPI), 2011–2014 – finanziert durch den Independent Research Fund Denmark.
- Speaker(un)certainty in sign language, 2016–2017 – finanziert von der Oticon Foundation (jetzt bekannt als William Demant Foundation).
- Danish Sign Language and SignGram Blueprint, 2018–2019 – finanziert von Augustinus Fonden, Direktør Alfred Jacobsens Fond und Schwab Charitable Fund.

## Ausgewählte Publikationen
- Engberg-Pedersen, Elisabeth: Space in Danish Sign Language: The Semantics and Morphosyntax of the Use of Space in a Visual Language, Signum Verlag, Hamburg 1993, ISBN 3-927731-45-5, OCLC 31607877
- Engberg-Pedersen, Elisabeth; Michael Fortescue; Peter Harder; Lars Heltoft; Lisbeth Falster Jakobsen: Content, expression and structure: Studies in Danish functional grammar, John Benjamins, Amsterdam/Philadelphia 1996, ISBN 978-90-272-3032-4, OCLC 34410822, URL https://benjamins.com/catalog/slcs.29
- Engberg-Pedersen, Elisabeth; Fortescue, Michael; Harder, Peter; Heltoft, Lars; Herslund, Michael; Falster Jakobsen, Lisbeth: Lærebog i tegnsprogs grammatik, Center for Tegnsprog og Tegnstøttet Kommunikation, KC, Kopenhagen 1998, ISBN 87-89082-09-5, OCLC 460252617, 2. Auflage
- Engberg-Pedersen, Elisabeth: Dansk Funktionel Lingvistik, University of Copenhagen, Copenhagen Business School & Roskilde University 2005, URL https://lingvistkredsen.ku.dk/pdf/dfl/DFL-bog.pdf
- Engberg-Pedersen, Elisabeth: Perspective in signed discourse: the privileged status of the signer's locus and gaze in Open Linguistics,  Walter de Gruyter, Vol. 1, Issue 1, 2015, ISSN 2300-9969, DOI:10.1515/opli-2015-0010, S. 411–431, S2CID 49270099
- Engberg-Pedersen, Elisabeth; Boye, Kasper; Harder, Peter: Semantik, Samfundslitteratur, Frederiksberg 2019, ISBN 978-87-593-3297-9